# Nenndorf (Landkreis Wittmund)
Nenndorf ist eine Gemeinde in Ostfriesland in der Samtgemeinde Holtriem im Landkreis Wittmund in Niedersachsen. 2004 hatte die Gemeinde etwa 650 Einwohner und erstreckt sich auf einer Fläche von 6,86 Quadratkilometern. Die Gemeinde gehört damit zu den flächen- und bevölkerungsmäßig kleinsten Gemeinden in Niedersachsen.

## Geschichte
Eine frühzeitige Besiedlung des Gemeindegebiets ist für die Bronzezeit nachgewiesen. Die heutige Besiedlung dürfte ihre Ursprünge im Mittelalter haben. Seit 1972 gehört die Gemeinde der Samtgemeinde Holtriem an.
Zu überregionaler Bedeutung fand die in Nenndorf seit 1896 bestehende Torfbrandziegelei, bei der Klinkersteine auf Grundlage einer Torfbefeuerung gebrannt werden. Seit 1849 findet sich in Nenndorf eine Holländerwindmühle. Diese Windmühle ziert das Wappen der Samtgemeinde Holtriem.
Auf dem Gemeindegebiet steht seit 1998 ein Windpark mit 35 Anlagen und einer Leistung von 52,5 Megawatt.

## Politik

### Gemeinderat
Der Rat der Gemeinde Nenndorf besteht aus neun Gemeinderäten. Dies ist die festgelegte Anzahl für die Mitgliedsgemeinde einer Samtgemeinde mit einer Einwohnerzahl zwischen 501 und 1000 Einwohnern. Die neun Ratsfrauen und Ratsherren werden durch eine Kommunalwahl für jeweils fünf Jahre gewählt. Die laufende Amtszeit begann am 1. November 2021 und endet am 31. Oktober 2026.
Die letzte Kommunalwahl erfolgte am 12. September 2021. Alle gewählten Ratsmitglieder gehören der Wählergemeinschaft FWG an.
| Partei | Anteilige Stimmen | Anzahl Sitze |
| ------ | ----------------- | ------------ |
| FWG    | 100 %             | 9            |

Die Wahlbeteiligung bei der Kommunalwahl 2021 lag mit 57,43 % über dem niedersächsischen Durchschnitt von 57,1 %.
Zum Vergleich – die Wahlbeteiligung bei der Kommunalwahl 2016 lag mit 51,34 % unter dem niedersächsischen Durchschnitt von 55,5 %. Bei der vorherigen Kommunalwahl vom 11. September 2011 lag die Wahlbeteiligung bei 52,02 %.

### Bürgermeister
Der Gemeinderat wählte das Gemeinderatsmitglied Erwin Niehuisen (FWG) zum ehrenamtlichen Bürgermeister für die aktuelle Wahlperiode.